# Edmund Schulthess

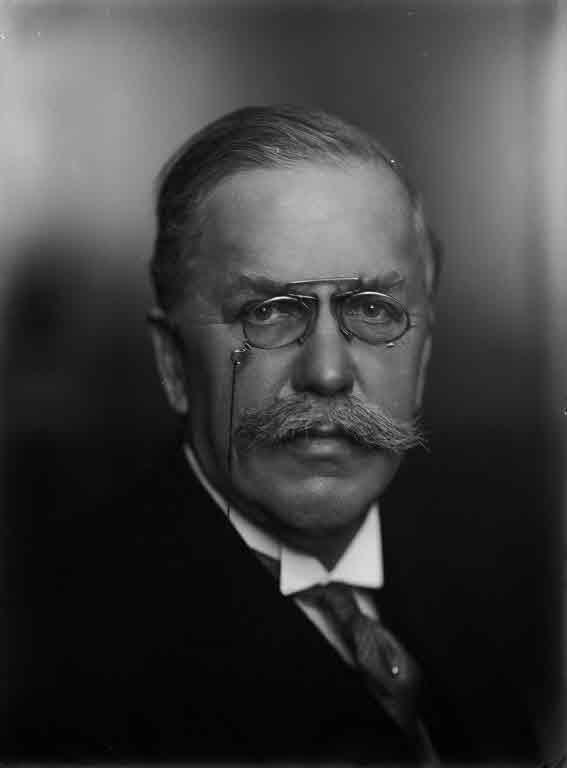
Edmund Schulthess (1935)

Edmund Julius Schulthess (* 2. März 1868 in Villnachern; † 22. April 1944 in Bern; heimatberechtigt in Zürich und Brugg) war ein Schweizer Rechtsanwalt und Politiker (FDP). Von 1893 bis 1912 war er Mitglied des Grossen Rates des Kantons Aargau. Diesen Kanton vertrat er parallel dazu von 1905 bis 1912 im Ständerat. Am 17. Juli 1912 folgte die Wahl in den Bundesrat, dem er bis zum 15. April 1935 angehörte. Viermal war er Bundespräsident (1917, 1921, 1928 und 1933). Anschliessend war er bis 1943 der erste Präsident der Eidgenössischen Bankenkommission.
Während seiner gesamten, 23 Jahre dauernden Amtszeit als Bundesrat stand Schulthess dem Volkswirtschaftsdepartement vor. Trotz liberaler politischer Gesinnung ergriff er während des Ersten Weltkriegs und in den nachfolgenden Krisenjahren zahlreiche dirigistische Massnahmen in der Wirtschaftspolitik, um die Versorgung der Schweiz mit Lebensmitteln und Rohstoffen sicherzustellen. Schulthess versuchte einen Ausgleich zwischen den Interessen der Wirtschaft und der Arbeiterschaft zu schaffen, geriet dabei aber bisweilen zwischen die Fronten. Eine Verlängerung der Wochenarbeitszeit auf 54 Stunden brachte er ebenso wenig durch wie die Verlängerung des staatlichen Getreidemonopols oder die Einführung einer obligatorischen Rentenversicherung. In zahlreichen Fragen kam es zu Auseinandersetzungen mit seinem Amtskollegen Jean-Marie Musy.

## Biografie

### Jugend und Studium
Schulthess war ein Nachfahre des Geistlichen Johann Georg Schulthess, der 1749 in Berlin den Montagsklub gründete.
Sein gleichnamiger Vater war in Deutschland zum Landwirt ausgebildet worden und hatte den Aarhof, einen Gutshof an der Aare bei Villnachern, erworben. Die Mutter Brigitta Cornelia Marth stammte aus Hanau. Alle vier Schulthess-Kinder erhielten eine für damalige Verhältnisse kostspielige Ausbildung. Edmund war das jüngste und hatte eine Schwester und zwei Brüder (sein ältester Bruder Wilhelm Schulthess wurde später ein bekannter Orthopäde). Seine Nichte war Tina Truog-Saluz. Er besuchte die Dorfschule in Villnachern, ein Jahr lang jene in Schinznach. Nachdem er die Bezirksschule in Brugg absolviert hatte, ging er nach Aarau an die Alte Kantonsschule. Dort war er Mitglied der Schülerverbindung Argovia.
1888 bestand Schulthess die Matura und studierte anschliessend Rechtswissenschaft an den Universitäten Strassburg, München, Leipzig, Bern und Paris. Ab 1892 war er mit der Französin Marguerite Disqué verheiratet, die aus Saint-Quentin in der Picardie stammte; das Paar hatte eine Tochter, die 1902 geboren wurde. 1891 arbeitete Schulthess in Aarau einige Monate lang als Volontär in der Anwaltskanzlei des einflussreichen Nationalrates Erwin Kurz. Im Sommer desselben Jahres kandidierte er erstmals für einen Sitz im Aargauer Grossen Rat, zunächst noch ohne Erfolg. Ebenfalls 1891 liess er sich in Brugg nieder und eröffnete dort seine eigene Kanzlei.

### Kantonspolitik und Beruf
Am 6. März 1893 kandidierte Schulthess erneut für einen Sitz im Grossen Rat. Der Urnengang musste jedoch wegen Formfehlern des Wahlbüros annulliert und wiederholt werden. Beim zweiten Anlauf gelang ihm am 30. April die Wahl ins Kantonsparlament. Im Ratsbetrieb bewies er seine Kompetenz vor allem in wirtschaftlichen Fragen, so dass er 1895 den Vorsitz jener Kommission erhielt, die ein neues Steuergesetz ausarbeiten sollte. Im Alter von nur 29 Jahren übernahm Schulthess unter ungewöhnlichen Umständen das Präsidium des Grossen Rates. Am 30. März 1897 war er in der Wahl um das Präsidium noch dem katholisch-konservativen Karl Frey unterlegen. Doch dieser schaffte in der darauf folgenden Volkswahl den Wiedereinzug ins Parlament nicht, so dass das Präsidium verwaist war. Der Rat wählte Schulthess am 25. Mai 1897 als Ersatz für Frey. Das Amt des Ratspräsidenten übte er bis März 1898 aus.
Im April 1898 reichte Schulthess eine Motion ein, die eine Erhöhung der Kapitalbeteiligung des Kantons an der Aargauischen Bank forderte. Der Kanton sollte die Aktienmehrheit erlangen und das 1855 gegründete Institut auf diese Weise in eine Staatsbank umgewandelt werden, wie dies bereits in mehreren anderen Kantonen geschehen war. Das Vorhaben stiess auf den Widerstand von Ständerat Peter Emil Isler, der zugleich Bankpräsident war. Nach langer Beratung nahm der Grosse Rat die dafür notwendige Verfassungsänderung an. Diese scheiterte jedoch am 22. Juli 1900 in der Volksabstimmung knapp mit 51,7 % Nein-Stimmen. Erst als das Volk in einer zweiten Abstimmung am 23. Juni 1912 zustimmte, konnte die Aargauische Kantonalbank gegründet werden. Eine weitere Abstimmungsniederlage musste Schulthess 1901 hinnehmen, als das Volk die von ihm massgeblich geprägte Steuergesetzrevision ablehnte. Drei Jahre später nahm es dann eine überarbeitete Vorlage an. Schulthess setzte sich für die Wahl von Regierungs- und Ständeräten durch das Volk ein – ein Anliegen, das 1904 mit einer entsprechenden Verfassungsänderung verwirklicht werden konnte. Hingegen bekämpfte er 1909 als Kommissionspräsident die von den Sozialdemokraten geforderte Proporzwahl des Grossen Rates.
Neben seiner Tätigkeit als Politiker übte Schulthess seinen Beruf als Rechtsanwalt aus und vertrat vor allem die Interessen der rasch expandierenden Elektrizitätswirtschaft, die im Aargau aufgrund der reichlich vorhandenen Wasserkraft eine führende Rolle erlangte. In der Folge eignete sich Schulthess umfangreiche Kenntnisse auf dem Gebiet des Wasserrechts an. Ab 1900 war er Rechtsberater und Revisor der in Baden ansässigen Brown, Boveri & Cie. (BBC). 1904 berief ihn Walter Boveri in die Direktion der BBC, doch bereits nach einem halben Jahr gab er diese Tätigkeit wieder auf. In der Frage der Verstaatlichung der Vereinigten Schweizerischen Rheinsalinen, die 1909 zustande kam, wirkte Schulthess als Rechtsberater des Kantons Aargau.

### Ständerat
Im Mai 1899 nahm der Grosse Rat die Wahl der beiden Aargauer Ständeräte vor. Ohne offizieller Kandidat zu sein, erhielt der damals erst 31-jährige Schulthess überraschend 74 Stimmen, nur fünf weniger als das notwendige absolute Mehr. Am 29. Oktober 1905 fand die erste Ständeratswahl durch das Volk statt, der Sitz des verstorbenen Armin Kellersberger war vakant. Schulthess erhielt im Wahlkampf Unterstützung durch den Bauernverband und die Katholisch-Konservativen, sein Gegenkandidat war Hans Siegrist, der Stadtammann von Brugg. Schulthess setzte sich mit einem Vorsprung von rund 5400 Stimmen durch. Er vertrat nun den Kanton Aargau im Ständerat, blieb aber weiterhin Mitglied im Grossen Rat. Darüber hinaus übernahm er den Vorsitz der FDP des Kantons Aargau.
Aufgrund seiner Verbindungen sowohl zur Elektrizitätswirtschaft als auch zu den Bauern (er war ein Freund des Bauernverbandsdirektors Ernst Laur) übte Schulthess im Ständerat bald grossen Einfluss aus. Mit seiner Erfahrung im Finanz- und Arbeitsrecht beeinflusste er die Wirtschaftsdebatten im Rat erheblich. 1909 präsidierte er die Kommission für den Staatsvertrag mit Frankreich über Zufahrtslinien zum Simplontunnel; dank Schulthess’ gründlicher Vorarbeit ratifizierte der Ständerat den Vertrag einstimmig.
Bundesrat Marc Ruchet gab am 10. Juli 1912 seinen Rücktritt bekannt und starb drei Tage später. Ebenfalls am 10. Juli starb Bundesrat Adolf Deucher, womit in der Landesregierung gleich zwei Vakanzen zu besetzen waren. Am 17. Juli fanden die Ersatzwahlen durch die Bundesversammlung statt. An die Stelle Ruchets trat Camille Decoppet. Umstritten war die Neubesetzung des Sitzes von Deucher: Die FDP-Fraktion benötigte drei Wahlgänge, um sich auf einen Kandidaten zu einigen. Fraktionsintern setzte sich Schulthess gegen Felix Calonder und Carl Spahn durch. Bei der eigentlichen Wahl durch die Bundesversammlung schaffte er die Wahl im ersten Durchgang mit 128 von 194 gültigen Stimmen; auf Calonder entfielen 23, auf weitere Namen 25 Stimmen. Unbestritten war die Departementsverteilung: Schulthess erhielt das Handels- und Industriedepartement zugewiesen (ab 1915 unter der Bezeichnung Volkswirtschaftsdepartement bekannt). Seine Mandate auf kantonaler Ebene gab er auf, ebenso seine Tätigkeit als Rechtsanwalt.

### Bundesrat

#### Bis Ende des Ersten Weltkriegs

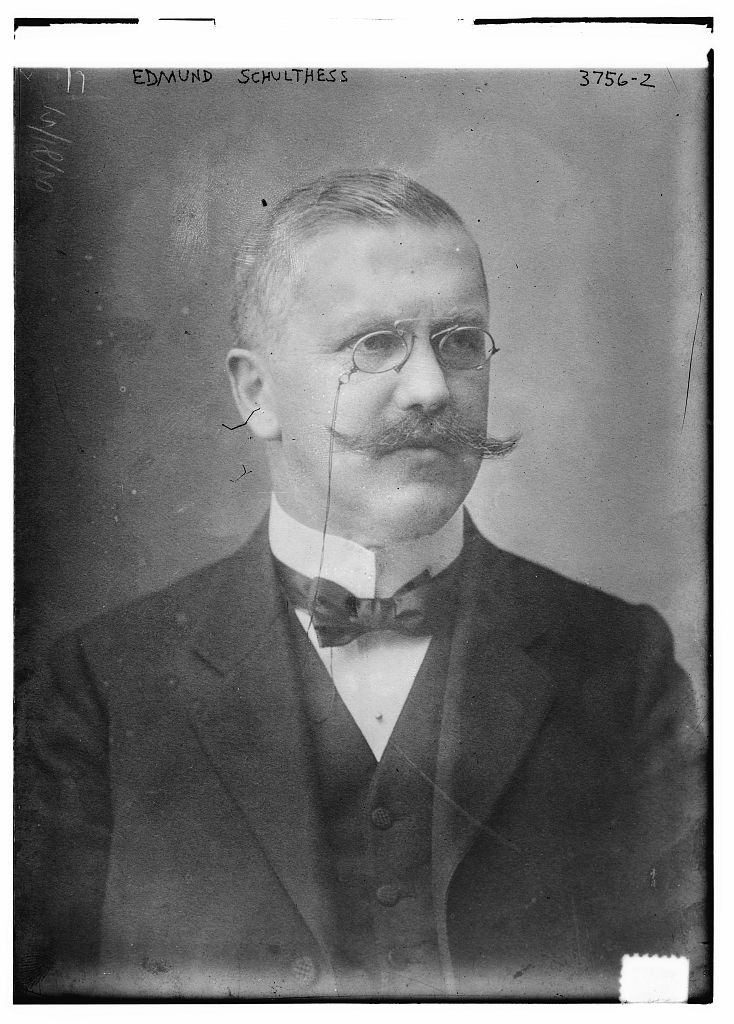
Edmund Schulthess (ca. 1916)

Schulthess trat sein Amt als Bundesrat am 19. August 1912 an. Das erste Geschäft, das er im Parlament vertreten musste, war die Ratifizierung des umstrittenen Gotthardvertrags. Das Deutsche Reich und Italien hatten sich in den 1870er Jahren finanziell am Bau der Gotthardbahn beteiligt. Der Bund wollte 1909 die Gotthardbahn zurückkaufen und in die Schweizerischen Bundesbahnen integrieren. Als Ausgleich für den Verzicht auf eine Kapital- und Betriebsgewinnbeteiligung sollten die beiden Nachbarstaaten Tarifvergünstigungen erhalten, die der Gewährung der Meistbegünstigungsklausel auf den Transit-Eisenbahnstrecken gleichkamen. Gegen starken Widerstand vor allem aus der Romandie verteidigte Schulthess im April 1913 den Vertrag und konnte eine Mehrheit überzeugen. Die Vertragsunterzeichnung, die von vielen als Einschränkung der nationalen Souveränität betrachtet wurde, löste eine breite Protestbewegung aus. Das Volk konnte sich damals bei Staatsverträgen nur mit Petitionen Gehör verschaffen. Ein Komitee lancierte eine Volksinitiative zur Einführung des fakultativen Referendums für Staatsverträge. Erst 1921 gelangte die Initiative zur Abstimmung und wurde deutlich angenommen.
Der Ausbruch des Ersten Weltkriegs traf die Schweiz völlig unvorbereitet, unverzüglich musste eine kriegswirtschaftliche Organisation geschaffen werden. Am 3. August 1914 lud Schulthess die Kantonsregierungen und Wirtschaftsverbände zu einer Konferenz ein. Ein grosses Problem war die mangelnde Koordination bei der Versorgung des Landes. Es dauerte mehrere Jahre, bis die wichtigsten Dienststellen in einem Departement vereint waren. Als Schulthess anordnete, dass der Milchpreis 20 Rappen pro Liter nicht übersteigen dürfe, empfand dies Ernst Laur als Beleidigung des Bauernstandes. Trotz einer am 10. August erlassenen Verordnung gegen die Verteuerung von Nahrungsmitteln konnten Hamsterkäufe und massive Preissteigerungen nicht verhindert werden. Erst ab Februar 1916 war es dem Bund möglich, gehortete Vorräte zu beschlagnahmen. Allgemein stiessen die zentralistischen Massnahmen der Kriegswirtschaft über den ganzen Krieg hinweg auf starken politischen Widerstand, da die Handels- und Gewerbefreiheit tief im Bewusstsein der Wirtschaft verankert war. Mit Duldung des Staates schufen einzelne Unternehmen eine Einfuhrzentrale für die Versorgung mit Kohle, die eine monopolartige Stellung erlangte.
Den Import von Getreide musste der Bund selbst in die Hand nehmen und erliess dazu 1915 ein staatliches Monopol. Lebensmittel wurden jedoch erst ab 1917 rationiert. Obwohl Regierung und Volkswirtschaftsdepartement über 200 Beschlüsse zur Sicherung der Landesversorgung erliessen, wurde die Lage bis Kriegsende immer prekärer und die Teuerung stieg unaufhaltsam an. Bundesrat Arthur Hoffmann musste im Juni 1917 zurücktreten, nachdem er zusammen mit Robert Grimm erfolglos versucht hatte, an der Ostfront einen Separatfrieden auszuhandeln. Eine der Auswirkungen der Grimm-Hoffmann-Affäre war die Zuteilung der Handelsabteilung vom Politischen Departement zum Volkswirtschaftsdepartement, womit Schulthess nun sowohl für die Einfuhr als auch für die Ausfuhr zuständig war. Die wirtschaftliche Blockade der Schweiz durch die Alliierten ging zwar im April 1919 zu Ende, doch zahlreiche Restriktionen blieben zum Teil noch bis 1922 in Kraft.
Kurz vor Kriegsausbruch hatte das Parlament ein neues Fabrikgesetz beschlossen, das die tägliche Arbeitszeit auf zehn Stunden beschränkte. Wegen des Krieges wurde es erst 1918 in Kraft gesetzt, galt aber bereits als überholt. Unter dem Eindruck des Landesstreiks im November 1918 konnte Schulthess die Wirtschaftsverbände im April 1919 davon überzeugen, die wöchentliche Arbeitszeit auf 48 Stunden zu begrenzen. Aus dem rechten politischen Lager brachte ihm dies den Vorwurf ein, er sei gegenüber den Forderungen der Sozialdemokraten viel zu nachgiebig. Das neue Gesetz trat 1920 in Kraft.

#### 1920er Jahre

Plakat von Robert Stöcklin zur Abstimmung über die Revision des Fabrikgesetzes, 1924

Nach einer kurzen wirtschaftlichen Erholung war die Schweiz Anfang der 1920er Jahre von einer Wirtschaftskrise betroffen. Mehrere Wirtschaftszweige erhoben Forderungen nach protektionistischen Massnahmen, da ihre Produkte wegen der abgewerteten Währungen der Nachbarländer kaum mehr konkurrenzfähig seien. Anstatt einzelnen Branchen entgegenzukommen, setzte Schulthess auf eine Revision des Zolltarifgesetzes. Er hielt diese für dringlich und liess sich 1921 vom Parlament provisorisch die Vollmacht geben, den Zolltarif selbst festlegen zu können. Zwei Jahre später verlängerte das Parlament den entsprechenden dringlichen Bundesbeschluss auf unbestimmte Zeit. Diese interventionistische Politik stiess bei Sozialdemokraten und Gewerkschaften auf Widerstand. Sie brachten eine Volksinitiative zustande, die möglichst geringe Zölle auf Lebensmittel und Rohstoffe, jedoch die höchstmöglichen auf Luxusgüter forderte. In der Abstimmung am 15. April 1923 erzielte sie jedoch eine Zustimmung von lediglich 26,8 %, was als indirekte Zustimmung zum Zolltarif von 1921 interpretiert wurde.
Die 48-Stunden-Woche blieb weiterhin umstritten. Heinrich Roman Abt reichte 1921 eine von 101 Mitunterzeichnern unterstützte Motion ein, welche die Revision des Fabrikgesetzes forderte. Schulthess versicherte dem Gewerkschaftsbund, der Bundesrat werde der Motion keine Folge leisten. Doch im Mai 1922 präsentierte er eine Gesetzesvorlage (die «Lex Schulthess»), die eine auf drei Jahre befristete Verlängerung der Wochenarbeitszeit auf 54 Stunden vorsah. Schulthess argumentierte, die Produktionsverbilligung durch intensivere Arbeit erhöhe die Absatzmöglichkeiten der Schweizer Industrie. Die Gegner der Vorlage warfen ihm vor, dies werde lediglich das Heer der Arbeitslosen vergrössern und gerade mit seiner Zollschutzpolitik habe er die Krise mitverursacht. Am 14. Februar 1924 erlitt er eine herbe Abstimmungsniederlage, als die «Lex Schulthess» mit 57,6 % Nein-Stimmen abgelehnt wurde, bei einer hohen Stimmbeteiligung von 77 %. Er konnte sich nie so recht mit diesem Volksentscheid abfinden, was ihm den Ruf einbrachte, ein schlechter Verlierer zu sein.
Gemeinsam mit Aussenminister Giuseppe Motta nahm Schulthess im Mai 1922 an der Konferenz von Genua teil. Bei den Bundesratswahlen im Dezember 1922 erzielte er von allen sieben Bundesräten das schlechteste Ergebnis. Schulthess strebte danach, das 1915 erlassene Getreidemonopol auf eine dauerhafte rechtliche Grundlage zu stellen. Im November 1924 schlug er dem Parlament vor, der Bund solle auf das Einfuhrmonopol verzichten, sonstige inländische Massnahmen wie Preiskontrollen und Absatzgarantien aber weiterhin zulassen. National- und Ständerat stimmten der Vorlage zu, doch drei einflussreiche Wirtschaftsverbände, die das Getreidemonopol ganz abschaffen wollten, brachten dagegen ein Referendum zustande. Schulthess trat leidenschaftlich für die Vorlage ein, wobei er nicht vor polemischen Vereinfachungen zurückschreckte. Mit seinem Festhalten am Staatsinterventionismus verstörte er viele liberale Gesinnungsgenossen. Finanzminister Jean-Marie Musy, mit dem sich Schulthess nie besonders gut verstanden hatte, agitierte offen gegen ihn und führte die Gegenkampagne an. In der Volksabstimmung am 5. Dezember 1926 siegten die Monopolgegner äusserst knapp mit 50,4 % Nein-Stimmen. Ein Kompromissvorschlag, der zahlreiche Massnahmen zur Förderung des Getreideanbaus, aber kein staatliches Monopol umfasste, wurde am 3. März 1929 mit 66,8 % Ja-Stimmen angenommen.

#### 1930er Jahre

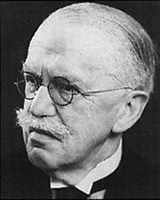
Edmund Schulthess

1925 hatte das Volk deutlich einem Verfassungsartikel zugestimmt, mit dem der Bund die Befugnis erhielt, eine Alters- und Hinterlassenenversicherung (AHV) einzuführen, zu einem späteren Zeitpunkt auch eine Invalidenversicherung (IV). Damit war jedoch nur ein Grundsatzentscheid gefällt worden. Schulthess’ Volkswirtschaftsdepartement musste erst noch ein Ausführungsgesetz erarbeiten, was mehr als fünf Jahre in Anspruch nahm. National- und Ständerat stimmten dem Ausführungsgesetz zu, ebenso einem neuen Tabakbesteuerungsgesetz, das die Finanzierung dieser Sozialwerke sichern sollte. Gegen beide Vorlagen formierte sich Widerstand in konservativen und kirchlichen Kreisen, bei Anhängern eines Ständestaates und bei Anti-Etatisten, die das Vorhaben als «sozialistisch» und «marxistisch» verunglimpften. Jean-Marie Musy stellte sich offen gegen seine Bundesratskollegen und bekämpfte die Vorlage ebenfalls. In der Volksabstimmung am 6. Dezember 1931 scheiterte das Ausführungsgesetz zur AHV und IV mit einem Nein-Stimmen-Anteil von 60,9 %, die Tabakbesteuerung zur Finanzierung dieser Sozialwerke mit 50,1 % Nein (der Unterschied betrug lediglich 1926 Stimmen). Nach der Ablehnung des Getreidemonopols und der 54-Stunden-Woche war dies die dritte schwere Niederlage von Schulthess. Bis zur Einführung von AHV und IV sollten noch weitere 16 Jahre verstreichen.
Inzwischen hatte die Weltwirtschaftskrise auch die Schweiz voll erfasst. Die Fürsorgeleistungen stiegen massiv an, während die Steuereinnahmen einbrachen. Da die Bundesverfassung für einen solchen Krisenfall keine wirksamen Instrumente zur Verfügung stellte, musste der Bundesrat durch Ausnahmeverordnungen gestützt auf Dringlichkeit vorgehen. Die Bundesversammlung ermächtigte den Bundesrat am 23. Dezember 1931, Massnahmen «zum Schutz der nationalen Produktion» zu ergreifen. Schulthess nutzte diese Vollmachten, um die Einfuhren zu kontingentieren; darüber hinaus sollten Preise und Löhne gesenkt werden, damit die Schweizer Wirtschaft ihre Konkurrenzfähigkeit wiedererlange. Schulthess musste sich den Vorwurf gefallen lassen, er betreibe eine Deflationspolitik, und Ernst Nobs warf ihm vor, er sei dem «Abbauwahn» verfallen. Am 29. November 1934 hielt Schulthess in Aarau eine Rede, in der er den «Anschluss an die Weltwirtschaft» forderte. Der Abbau von Löhnen und Lebenshaltungskosten sei das kleinere Übel als der Zusammenbruch der Staatsfinanzen. Die Reaktionen auf die «Aarauer Rede» waren heftig: Die Freisinnigen verurteilten die «Preisdiktatur»; die Katholisch-Konservativen hielten ihm vor, er vertrete nun plötzlich die Positionen seines zurückgetretenen Erzfeindes Musy; die Gewerkschaften fühlten sich verraten, da Schulthess zuvor noch die Kriseninitiative bekämpft hatte. Amtsmüde geworden und an chronischem Asthma leidend, reichte Schulthess seinen Rücktritt per 15. April 1935 ein.

### Weitere Tätigkeiten
Nachdem am 1. März das neue Bankengesetz in Kraft getreten war, wählte der Bundesrat Schulthess rund drei Wochen vor seinem Rücktritt als Bundesrat zum Präsidenten der neu geschaffenen Eidgenössischen Bankenkommission. In dieser Funktion war er an den Vorbereitungen zur Abwertung des Frankens beteiligt, die am 24. September 1936 vollzogen wurde. Die Bankenkommission musste zahlreiche Finanzinstitute mit Stundungen und Sanierungen über die Krisenjahre retten. Erst 1942 waren keine solchen Massnahmen mehr notwendig. Zudem amtierte er als Chef der schweizerischen Regierungsdelegation bei der Internationalen Arbeitsorganisation (ILO). Im Juli 1939 folgte die Wahl zum Präsidenten der ILO-Konferenz, doch der Ausbruch des Zweiten Weltkriegs machte dieses Amt faktisch bedeutungslos.
Schulthess sorgte für Schlagzeilen, als mit dreitägiger Verzögerung bekannt wurde, dass er am 23. Februar 1937 eine private Reise nach Berlin zu einer Unterredung mit dem deutschen Reichskanzler Adolf Hitler genutzt hatte. Dieser habe ihm versichert, dass das Deutsche Reich die Unverletzlichkeit und Neutralität der Schweiz zu jeder Zeit respektieren werde. Mitten in den Kriegswirren reiste er im Frühjahr 1943 nach Portugal, um seine Tochter zu besuchen. Schulthess kehrte krank zurück, erlitt nacheinander mehrere Schlaganfälle und verlor sowohl das Gehör als auch das Sehvermögen. Er starb am 22. April 1944, nachdem er einige Tage zuvor das Bewusstsein verloren hatte.